# Tadeusz Lewandowski (inżynier)
Tadeusz Jan Lewandowski (ur. 25 grudnia 1930 w Pruszkowie, zm. 17 września 1987 tamże) – polski inżynier, doktor nauk technicznych, specjalista w dziedzinie sterowań numerycznych obrabiarek. Był twórcą polskich układów sterowania numerycznego i komputerowego (CNC) obrabiarek do skrawania metali. Dzięki niemu powstały pierwsze polskie obrabiarki sterowane numerycznie i komputerowo. Wieloletni pracownik Centrum Badawczo–Konstrukcyjnego Obrabiarek (CBKO) w Pruszkowie.

## Życiorys
Urodził się w rodzinie inż. Feliksa Lewandowskiego (1876–1934) i Marty z Pilarskich. Ojciec Feliks był inżynierem mechanikiem, głównym konstruktorem fabryk obrabiarek Stowarzyszenia Mechaników w Pruszkowie i Porębie k. Zawiercia. Brat dr inż. Stefan Lewandowski (1928–1973) zasłużył się głównie w zakresie obrabiarkowej literatury technicznej jako autor i koordynator autorskich prac zbiorowych.
W latach 1937–1941 uczęszczał do szkoły powszechnej im. T. Kościuszki w Pruszkowie, potem naukę kontynuował na tajnych kompletach w Płocku, a od 1945 w gimnazjum im. Z. Małachowskiego w Płocku, gimnazjum im. T. Reytana w Warszawie, gimnazjum T. Zana w Pruszkowie, następnie zdał maturę w 1949 w Liceum Ogólnokształcącym w Piastowie.
Studia matematyczne na Uniwersytecie Warszawskim ukończył w 1956. W latach 1968–1969 studiował na wydziale Production Engineering w Aston University of Birmingham (stypendium ONZ), gdzie skończył studia drugiego stopnia i otrzymał dyplom Master of Science. W 1970 otworzył przewód doktorski na Wydziale Mechanicznym Wojskowej Akademii Technicznej (WAT) w Warszawie, gdzie w 1972 obronił pracę i otrzymał tytuł doktora nauk technicznych.
Od 1976 był członkiem Brytyjskiego Towarzystwa Sterowań Numerycznych (British Numerical Control Society).

## Działalność zawodowa
Pracę zawodową rozpoczął w 1952 w Dziale Naukowo–Badawczym Centralnego Biura Konstrukcyjnego Obrabiarek (CBKO) w Pruszkowie. Do 1959 zajmował się pracami teoretycznymi i badawczymi w dziedzinie mechaniki, hydrauliki siłowej i serwomechanizmów.
Od 1961 był kierownikiem Laboratorium Metrologii Technicznej w CBKO, a w 1963 został kierownikiem Pracowni Układów Automatyzacji i Regulacji. Od 1965 kierował Działem Sterowań Numerycznych Ciągłych. Opracował, wspólnie z mgr inż. Jerzym Mierzejewskim, pierwszy polski układ sterowania numerycznego typu NUMEROBLOK 21T01 dla tokarek oraz NUMEROBLOK 31F02 dla frezarek. Pierwsze zastosowania to tokarka TPD50N, frezarka FYA40 do obróbki matryc do kineskopów oraz frezarki dwuwrzecionowe FEA 50N oraz FEA63N do obróbki łopatek do turbin. Układy NUMEROBLOK były produkowane w CBKO, a od 1970 w Zakładach Elektronicznych WAREL w Warszawie. W systemach NUMEROBLOK zastosowano elementy ferrotranzystorowe Unilog. Pod koniec lat sześćdziesiątych kierował zespołem, który opracował system NUMS320T drugiej generacji sterowania numerycznego z zastosowaniem elementów scalonych TTL. System w wersjach NUMS320T, NUMS321T, NUMS322T z przeznaczeniem dla tokarek był produkowany w Zakładach Elektronicznych WAREL w Warszawie. Wyprodukowano ok. 1500 układów.
W 1980 kierował opracowaniem mikroprocesorowego układu sterowania CNC typu PRUS721, układ z pamięcią programów technologicznych wprowadzanych za pomocą klawiatury lub łączem RS232 z komputera. W 1983 opracowano CNC typu PRUS731 dla frezarek. W 1988 obie odmiany pod nazwą NUMS740 przekazano do seryjnej produkcji w Zakładach Elektronicznych WAREL w Warszawie.
Był głównym współautorem 13 opatentowanych wynalazków dotyczących: elektronicznego układu do korekcji ustawiania narzędzi i sterowania funkcji pomocniczych, interpolatora kołowo–liniowego z automatycznym skracaniem rejestrów, układu do wytwarzania impulsów taktowych interpolatora kołowo–liniowego, cyfrowego układu programowego korygowania położenia narzędzia, interpolatora kołowo–liniowego, sposobu i układu wprowadzania operacji technologicznych w systemach sterowania numerycznego obrabiarek oraz układu sterowania obrotów wrzeciona tokarki.
Oprócz pracy zawodowej zajmował się również pracą dydaktyczną, będąc w latach 1951–1953 asystentem Wydziału Elektrycznego Wieczorowej Szkoły Inżynierskiej w Warszawie.

## Nagrody i wyróżnienia
W 1968 otrzymał Zespołową Nagrodę Państwową Pierwszego Stopnia za udział w opracowaniu technologii obróbki programowej łopatek turbinowych. W 1973 otrzymał wyróżnienie w konkursie na najlepszą pracę naukowo–badawczą Ministra Przemysłu Maszynowego. W 1975 otrzymał Złoty Krzyż Zasługi (uchwała Rady Państwa z 5 listopada 1975) oraz złotą odznakę racjonalizatora produkcji. Otrzymał też brązową (1977) i złotą (1981) odznakę „Za zasługi dla rozwoju przemysłu maszynowego”. W 1984 został odznaczony Krzyżem Kawalerskim Orderu Odrodzenia Polski (uchwała Rady Państwa z 18 lipca 1984).

## Życie prywatne
Od 1964 żonaty z Danutą Rolnik, z którą miał córkę Katarzynę (ur. 1966) oraz Marię (ur. 1978).